# Operakör
Operakör är en kör som sjunger och agerar i operor och annan musikdramatik.
En operakör kan bestå av ett hundratal sångare, men består vanligen av betydligt färre än så. Kören är uppdelad i åtta stämmor i fyra olika röstfack: sopran, alt, tenor och bas (SATB). De fyra röstfacken är uppdelade så att sopran 1, alt 1, tenor 1 och bas 1 sjunger i de högre registren i stämman och sopran 2, alt 2 tenor 2 och bas 2 sjunger i de lägre registren i stämman.
Medlemmarna i en operakör kallas korister. En korist har vanligen utbildats på musikhögskola, operahögskola eller både och. Kormästaren leder repetitionsarbetet av musiken i ett stort övningsrum som kallas korsal. Detta instuderingsarbete förbereds vanligtvis flera månader innan de sceniska repetitionerna inleds eftersom kören måste kunna sjunga allt utantill. En heltidsanställd korist kan repetera ett verk på dagen och medverka i föreställning av ett helt annat verk på kvällen.
Scenarbetet leds, precis som på en talteater, av en regissör som till sin hjälp har en biträdande regissör och ibland en koreograf. Tidigt i arbetet med de sceniska repetitionerna har sångarna en pianist, eller repetitör, till sin hjälp. Först någon vecka före premiär läggs orkestern till. Då har regissören (förhoppningsvis) gjort klart sitt grundläggande sceniska arbete och dirigenten får större utrymme.
Berömda musikstycken för operakör är till exempel "Fångarnas kör" ur Nabucco , och "Smideskören" ur Trubaduren, båda av Giuseppe Verdi, samt "Brudkören" ur Lohengrin och "Gästernas intåg" ur Tannhäuser, båda av Richard Wagner.

## Sverige
Det finns tre professionella heltidsverksamma operakörer i Sverige: Göteborgsoperans kör, Malmö Operakör samt Sveriges största, tillika en av världens äldsta, Kungliga Operans kör i Stockholm. Dessutom finns körer vid till exempel Norrlandsoperan, Wermland Opera och Opera på Skäret för deras produktioner.